# Néa Alicarnassós
Néa Alicarnassós (em grego: Νέα Αλικαρνασσός; tradução: "Nova Halicarnasso") ou Nea Alikarnassos é uma unidade municipal e um subúrbio de Heraclião, no centro-norte da ilha de Creta, Grécia.
A unidade municipal tem 14,64 km² de área e em 2011 tinha 14 635 habitantes (densidade: 999,7 hab./km²), dos quais 11 630 em Néa Alicarnassós propriamente dita. Grande parte da unidade municipal é constituída pela área urbana oriental de Heraclião e pelo aeroporto Nikos Kazantzakis. Além de áreas residenciais, há uma área industrial e é ali que se situam a prisão de Heraclião, um quartel onde funciona uma escola de oficiais milicianos de infantaria e a sede da Câmara de Comércio e Indústria de Heraclião.

## História
No território da unidade municipal foi descoberto em 1939 o sítio arqueológico minoico de Prassa (ou Prassas). As escavações ali realizadas puseram a descoberto dois edifícios que foram ocupados entre o Minoano Médio I (século XX a.C.) e o Minoano Recente IA (1 550–1 520 a.C.).
O topónimo deve-se ao facto de na área terem sido instalados muitos gregos expulsos da região da antiga cidade de Halicarnasso, no sudoeste da Anatólia, durante a Guerra Greco-Turca de 1919-1922. No final do século XX, a administração municipal de Heraclião autorizou a instalação de um acampamento de ciganos numa antiga área industrial de Néa Alicarnassós, que em meados da década de 2000 tinha cerca de 600 pessoas vivendo em condições degradantes e que a população não cigana vê com maus olhos. Nessa altura houve várias tentativas infrutíferas de acabar com o acampamento, por vezes de forma violenta outras vezes de forma mais ou menos legal. Houve também algumas iniciativas para a sua integração social.